# نیو لنکستر (ایندیانا)
نیو لنکستر (به انگلیسی: New Lancaster) یک منطقهٔ مسکونی در ایالات متحده آمریکا است که در ایندیانا واقع شده‌است. نیو لنکستر ۲۶۳ متر بالاتر از سطح دریا واقع شده‌است.